# Star Wars: Rogue Squadron
Star Wars: Rogue Squadron è un videogioco ambientato nell'universo espanso di Guerre stellari, sviluppato da Factor 5 e LucasArts e pubblicato per Nintendo 64 e per PC il 7 dicembre 1998. Fu uno dei primi giochi per Nintendo a far uso dell'Expansion Pak, che permette la visualizzazione di grafica maggiormente dettagliata durante la sessione di gioco. Due seguiti sono stati in seguito sviluppati per il Nintendo Gamecube: Star Wars: Rogue Squadron II: Rogue Leader e Star Wars: Rogue Squadron III: Rebel Strike.
La storia è ambientata tra Una nuova speranza e L'Impero colpisce ancora, mostrando missioni durante la formazione del Rogue Squadron. Nel 1999, il gioco ha vinto l'Origins Award come Miglior Gioco per Computer del 1998.

## Livelli
Capitolo I
- Ambush at Mos Eisley
- Rendezvous on Barkesh
- The search for the Nonnah
- Defection at Corellia
- Liberation of Gerrard V

Capitolo II
- The Jade Moon
- Imperial Construction Yards
- Assault on Kile II
- Rescue on Kessel
- Prisons of Kessel

Capitolo III
- Battle Above Taloraan
- Escape from Fest
- Blockade on Chandrila
- Raid on Sullust
- Moff Seerdon's Revenge

Capitolo IV
- The Battle of Calamari

Livelli segreti
- Beggar's Canyon
- The Death Star Trench Run
- The Battle of Hoth

## Navi spaziali
- X-wing
- A-wing
- Y-wing
- T-47 airspeeder (conosciuto anche come Snowspeeder)
- V-wing
- T-16 Skyhopper*
- Millennium Falcon**
- Intercettore TIE*
- 1969 Buick Electra*
- Naboo N-1 Starfighter*

*Richiedono un codice (o trucco) per essere sbloccate.
**Richiede un codice per essere sboccato oppure un alto punteggio.

## Componenti della squadra
- Luke Skywalker
- Wedge Antilles
- Dak Ralter
- Wes Janson
- Zev Senesca
- Derek ("Hobbie") Klivian

## Navi e armi nemiche
- Caccia TIE: È la nave imperiale più vista nei film, invece è presente solo in tre livelli nel gioco, ma è inoltre presente nel livello segreto Death Star Trench Run (corsa nel canale della morte nera). Sono navi armate solo con una coppia di cannoni e sparano due colpi alla volta. Usualmente si vedono in gruppi di tre.
- Intercettore TIE: Una versione del caccia TIE più veloce e avanzata, possiede quattro cannoni laser e non solo due. Questa nave è la più vista nel gioco. È una nave molto maneggevole e i suoi colpi posso facilmente danneggiare e distruggere un A-Wing o un V-Wing.
- Bombardiere TIE: Questi sono i mezzi pesanti imperiali, è una nave spaziale da bombardamento. È armata con due cannoni laser e può lanciare bombe ai protoni. È una nave che si vede spesso nel gioco, soprattutto nei livelli in cui è necessario proteggere i convogli dei Ribelli oppure città che spesso vengono bombardate intensivamente.
- TIE-D: Sono caccia TIE guidati da droidi.
- Viper probe droid (o Imperial Probe Droid o anche probot): Sono dei robot di perlustrazione, non sono pericolosi a meno che non si combattano con un A-Wing o un V-Wing. Questi droidi sono armati solo di un piccolo cannoncino che spara a un ritmo piuttosto lento. Sono presenti in vari livelli, specialmente nel primo in cui sono utilizzati per attaccare il pianeta natale di Luke Skywalker.
- Tank Droid: Carro blindato dotato di un cannone laser. Completamente automatizzato e guidato da un droide. Creato per il combattimento in aree urbane. Nel gioco è presente il carro XR-85 Tank Droid.
- Blaster Turret o Turbolaser: Sono presenti per proteggere le basi e in genere ogni tipo di installazione dell'Impero. Sono torrette che sparano due colpi alla volta, ma sono semplici da evitare.
- Missile Turret: È l'arma più pericolosa che esista. Danneggia gravemente le navi (di qualsiasi tipo siano). Si tratta di missili che seguono l'obbiettivo. Se un missile lanciato da una torretta colpisce un A-Wing, può distruggerlo con un solo colpo.
- AT-AT: Significa All Terrain Armored Transport, sono dei veicoli che si muovono su quattro zampe. Sono completamente corazzati e vengono utilizzati per il trasporto o come arma, hanno due potenti cannoni laser sul muso frontale. La corazza è così resistente che i colpi dei laser non sono sufficienti a distruggerlo. Per abbattere un AT-AT è indispensabile utilizzare una nave ribelle di classe Snowspeeder.
- AT-ST: Significa All Terrain Scout Transport. Si tratta di un veicolo terrestre che si muove su due zampe. È un'arma piuttosto debole contro le navi spaziali. È armato con cannoni laser sul muso frontale. È anche possibile guidare uno di questi mezzi utilizzando i trucchi (avviando così una nuova partita in un livello bonus segreto).
- AT-PT: Significa All Terrain Personal Transport. Predecessore dell'AT-ST. Trasporta solo una o due persone. È armato con due cannoni laser gemelli sul muso frontale.
- Stormtroopers: truppe d'elite dell'Impero.
- Speeder Bikes: Veicolo da trasporto per una singola persona. Nel gioco è un veicolo/arma senza alcuna nessuna rilevanza.
- Shuttle Craft
- Imperial Landing Craft: Potentissima nave Imperiale! Armata e super corazzata. Utilizza una enorme potenza (pari ai due-terzi) della potenza per alimentare uno scudo protettivo intorno alla nave spaziale stessa. La distruzione di questo tipo di nave spaziale risulta estremamente difficile.
- Troop Transport
- Hover Prison Train: È un treno per il trasporto di prigionieri. I vagoni sono blindati, ma sono comunque distruttibili. Sono presenti anche vagoni scoperti armati di cannoni laser e lanciamissili. Distruggere un vagone di questo treno provoca inevitabilmente la perdita di alcuni prigionieri, per questo motivo non va distrutto con laser o bombe, ma bloccato con un attacco bastato su cannoni a ioni.
- Radar Dish: Si trova in vari livelli, è semplicemente un radar. L'obiettivo nelle varie missioni è sempre lo stesso: distruggerlo il prima possibile. A volte essere localizzato da uno di questi radar porta direttamente alla perdita della missione.
- Shield Generator: Si tratta di un enorme generatore. L'energia prodotta viene adoperata per creare uno scudo deflettore. L'utilizzo di questo apparecchio, crea uno scudo intorno a una o più costruzioni in modo che non possano essere colpite né dai laser né dalle bombe (protegge perfino dai bombardamenti dell'Y-wing). Per disattivare lo scudo di protezione, bisogna distruggere questo macchinario che si può trovare anche molto distante dal luogo in cui viene usata la sua energia.
Anche le navi spaziali possono avere uno scudo di protezione, ma è creato da un generatore interno molto più piccolo di quello generato da questo impianto.
- Waveskimmer: Sviluppato a partire da un progetto dell'AT-AT equivale al corrispondente mezzo per funzionare, però, sull'acqua. Non regge però il paragone: è un mezzo molto veloce ma poco resistente. Dispone di due cannoni laser frontali. È presente solo in un livello del gioco.

## Seguito
- Star Wars Rogue Squadron II: Rogue Leader
- Star Wars Rogue Squadron III: Rebel Strike